# Список астероїдів (15001—15100)
| Назва                                   | Тимчасове позначення | Дата відкриття    | Місце відкриття                              | Відкривач                                    |
| --------------------------------------- | -------------------- | ----------------- | -------------------------------------------- | -------------------------------------------- |
| (15001) 1997 WD30                       | 1997 WD30            | 21 листопада 1997 | Станція Сінлун                               | SCAP                                         |
| (15002) 1997 WN38                       | 1997 WN38            | 29 листопада 1997 | Сокорро (Нью-Мексико)                        | LINEAR                                       |
| 15003 Мідорі (Midori)                   | 1997 XC10            | 5 грудня 1997     | Обсерваторія Оїдзумі                         | Такао Кобаяші                                |
| 15004 Валлерані (Vallerani)             | 1997 XL10            | 7 грудня 1997     | Обсерваторія Азіаґо                          | Маура Томбеллі, Джузеппе Форті               |
| 15005 Ґуерр'єро (Guerriero)             | 1997 XY10            | 7 грудня 1997     | Обсерваторія Азіаґо                          | Маура Томбеллі, Уліссе Мунарі                |
| (15006) 1998 DZ32                       | 1998 DZ32            | 27 лютого 1998    | Обсерваторія Азіаґо                          | Джузеппе Форті, Маура Томбеллі               |
| 15007 Edoardopozio                      | 1998 NA              | 5 липня 1998      | Коллеверде ді Ґвідонія                       | Вінченцо Касуллі                             |
| 15008 Делагодд (Delahodde)              | 1998 QO6             | 24 серпня 1998    | Коссоль                                      | ODAS                                         |
| (15009) 1998 QF27                       | 1998 QF27            | 24 серпня 1998    | Сокорро (Нью-Мексико)                        | LINEAR                                       |
| (15010) 1998 QL92                       | 1998 QL92            | 28 серпня 1998    | Сокорро (Нью-Мексико)                        | LINEAR                                       |
| (15011) 1998 QM92                       | 1998 QM92            | 28 серпня 1998    | Сокорро (Нью-Мексико)                        | LINEAR                                       |
| (15012) 1998 QS92                       | 1998 QS92            | 28 серпня 1998    | Сокорро (Нью-Мексико)                        | LINEAR                                       |
| (15013) 1998 QH93                       | 1998 QH93            | 28 серпня 1998    | Сокорро (Нью-Мексико)                        | LINEAR                                       |
| 15014 Аннаґеккер (Annagekker)           | 1998 RO74            | 14 вересня 1998   | Сокорро (Нью-Мексико)                        | LINEAR                                       |
| (15015) 1998 RG75                       | 1998 RG75            | 14 вересня 1998   | Сокорро (Нью-Мексико)                        | LINEAR                                       |
| (15016) 1998 SO1                        | 1998 SO1             | 16 вересня 1998   | Коссоль                                      | ODAS                                         |
| 15017 Каппі (Cuppy)                     | 1998 SS25            | 22 вересня 1998   | Станція Андерсон-Меса                        | LONEOS                                       |
| (15018) 1998 SM34                       | 1998 SM34            | 26 вересня 1998   | Сокорро (Нью-Мексико)                        | LINEAR                                       |
| 15019 Ґінґолд (Gingold)                 | 1998 SW75            | 29 вересня 1998   | Сокорро (Нью-Мексико)                        | LINEAR                                       |
| 15020 Брендонімбер (Brandonimber)       | 1998 SV105           | 26 вересня 1998   | Сокорро (Нью-Мексико)                        | LINEAR                                       |
| 15021 Алекскардон (Alexkardon)          | 1998 SX123           | 26 вересня 1998   | Сокорро (Нью-Мексико)                        | LINEAR                                       |
| (15022) 1998 SM144                      | 1998 SM144           | 20 вересня 1998   | Обсерваторія Ла-Сілья                        | Ерік Вальтер Ельст                           |
| 15023 Кетовер (Ketover)                 | 1998 SP156           | 26 вересня 1998   | Сокорро (Нью-Мексико)                        | LINEAR                                       |
| (15024) 1998 TB                         | 1998 TB              | 2 жовтня 1998     | Обсерваторія Ґекко                           | Тецуо Каґава                                 |
| 15025 Ювонтаріо (Uwontario)             | 1998 TX28            | 15 жовтня 1998    | Обсерваторія Кітт-Пік                        | Spacewatch                                   |
| 15026 Девідскотт (Davidscott)           | 1998 TR34            | 14 жовтня 1998    | Станція Андерсон-Меса                        | LONEOS                                       |
| (15027) 1998 UF8                        | 1998 UF8             | 23 жовтня 1998    | Вішнянська обсерваторія                      | Корадо Корлевіч                              |
| 15028 Soushiyou                         | 1998 UL23            | 26 жовтня 1998    | Обсерваторія Наніо                           | Томімару Окуні                               |
| (15029) 1998 VC5                        | 1998 VC5             | 11 листопада 1998 | Вішнянська обсерваторія                      | Корадо Корлевіч                              |
| 15030 Метьюкролл (Matthewkroll)         | 1998 VA15            | 10 листопада 1998 | Сокорро (Нью-Мексико)                        | LINEAR                                       |
| 15031 Лемус (Lemus)                     | 1998 VN28            | 10 листопада 1998 | Сокорро (Нью-Мексико)                        | LINEAR                                       |
| 15032 Алекслевін (Alexlevin)            | 1998 VV28            | 10 листопада 1998 | Сокорро (Нью-Мексико)                        | LINEAR                                       |
| (15033) 1998 VY29                       | 1998 VY29            | 10 листопада 1998 | Сокорро (Нью-Мексико)                        | LINEAR                                       |
| 15034 Десіне (Decines)                  | 1998 WH              | 16 листопада 1998 | Обсерваторія Пістоїєзе                       | Маура Томбеллі, Лучано Тезі                  |
| (15035) 1998 WS3                        | 1998 WS3             | 18 листопада 1998 | Обсерваторія Кушіро                          | Сейджі Уеда, Хіроші Канеда                   |
| 15036 Джованніанселмі (Giovannianselmi) | 1998 WO5             | 18 листопада 1998 | Астрономічна обсерваторія Мадонни Доссобуоно | Астрономічна обсерваторія Мадонни Доссобуоно |
| 15037 Шассань (Chassagne)               | 1998 WN6             | 22 листопада 1998 | Обсерваторія Вілаж-Неф                       | Обсерваторія Вілаж-Неф                       |
| (15038) 1998 WQ6                        | 1998 WQ6             | 23 листопада 1998 | Обсерваторія Оїдзумі                         | Такао Кобаяші                                |
| (15039) 1998 WN16                       | 1998 WN16            | 21 листопада 1998 | Сокорро (Нью-Мексико)                        | LINEAR                                       |
| (15040) 1998 XC                         | 1998 XC              | 1 грудня 1998     | Станція Сінлун                               | SCAP                                         |
| 15041 Паперетті (Paperetti)             | 1998 XB5             | 8 грудня 1998     | Обсерваторія Пістоїєзе                       | Лучано Тезі, Андреа Боаттіні                 |
| 15042 Анндавгуї (Anndavgui)             | 1998 XZ8             | 14 грудня 1998    | Ле-Крезо                                     | Жан-Клод Мерлен                              |
| (15043) 1998 XW9                        | 1998 XW9             | 11 грудня 1998    | Вумера                                       | Френк Золотовскі                             |
| (15044) 1998 XY16                       | 1998 XY16            | 15 грудня 1998    | Вішнянська обсерваторія                      | Корадо Корлевіч                              |
| 15045 Волесдаймонд (Walesdymond)        | 1998 XY21            | 10 грудня 1998    | Обсерваторія Кітт-Пік                        | Spacewatch                                   |
| (15046) 1998 XY41                       | 1998 XY41            | 14 грудня 1998    | Сокорро (Нью-Мексико)                        | LINEAR                                       |
| (15047) 1998 XG49                       | 1998 XG49            | 14 грудня 1998    | Сокорро (Нью-Мексико)                        | LINEAR                                       |
| (15048) 1998 XQ63                       | 1998 XQ63            | 14 грудня 1998    | Сокорро (Нью-Мексико)                        | LINEAR                                       |
| (15049) 1998 XA90                       | 1998 XA90            | 15 грудня 1998    | Сокорро (Нью-Мексико)                        | LINEAR                                       |
| 15050 Heddal                            | 1998 XC96            | 12 грудня 1998    | Мерида (Венесуела)                           | Орландо Наранхо                              |
| (15051) 1998 YK1                        | 1998 YK1             | 17 грудня 1998    | Обсерваторія Клеть                           | Обсерваторія Клеть                           |
| 15052 Емільшвайцер (Emileschweitzer)    | 1998 YD2             | 17 грудня 1998    | Коссоль                                      | ODAS                                         |
| 15053 Бохнічек (Bochnicek)              | 1998 YY2             | 17 грудня 1998    | Обсерваторія Ондржейов                       | Петр Правец, Ульріка Баб'якова               |
| (15054) 1998 YS5                        | 1998 YS5             | 21 грудня 1998    | Обсерваторія Оїдзумі                         | Такао Кобаяші                                |
| (15055) 1998 YS9                        | 1998 YS9             | 25 грудня 1998    | Вішнянська обсерваторія                      | Корадо Корлевіч, Маріо Юріч                  |
| 15056 Барбарадіксон (Barbaradixon)      | 1998 YP12            | 28 грудня 1998    | Лас-Крусес                                   | Д. Діксон                                    |
| 15057 Вітсон (Whitson)                  | 1998 YY15            | 22 грудня 1998    | Обсерваторія Кітт-Пік                        | Spacewatch                                   |
| 15058 Біллкук (Billcooke)               | 1998 YL16            | 22 грудня 1998    | Обсерваторія Кітт-Пік                        | Spacewatch                                   |
| (15059) 1998 YL27                       | 1998 YL27            | 25 грудня 1998    | Вішнянська обсерваторія                      | Корадо Корлевіч                              |
| (15060) 1999 AD                         | 1999 AD              | 5 січня 1999      | Вішнянська обсерваторія                      | Корадо Корлевіч                              |
| (15061) 1999 AL                         | 1999 AL              | 6 січня 1999      | Вішнянська обсерваторія                      | Корадо Корлевіч                              |
| (15062) 1999 AL2                        | 1999 AL2             | 9 січня 1999      | Обсерваторія Оїдзумі                         | Такао Кобаяші                                |
| (15063) 1999 AQ3                        | 1999 AQ3             | 10 січня 1999     | Обсерваторія Оїдзумі                         | Такао Кобаяші                                |
| (15064) 1999 AC4                        | 1999 AC4             | 10 січня 1999     | Обсерваторія Гай-Пойнт                       | Денніс Чесні                                 |
| (15065) 1999 AJ4                        | 1999 AJ4             | 9 січня 1999      | Вішнянська обсерваторія                      | Корадо Корлевіч                              |
| (15066) 1999 AX7                        | 1999 AX7             | 13 січня 1999     | Обсерваторія Оїдзумі                         | Такао Кобаяші                                |
| (15067) 1999 AM9                        | 1999 AM9             | 10 січня 1999     | Станція Сінлун                               | SCAP                                         |
| 15068 Віґерт (Wiegert)                  | 1999 AJ20            | 13 січня 1999     | Обсерваторія Кітт-Пік                        | Spacewatch                                   |
| (15069) 1999 AU21                       | 1999 AU21            | 15 січня 1999     | Вішнянська обсерваторія                      | Корадо Корлевіч                              |
| (15070) 1999 BK8                        | 1999 BK8             | 20 січня 1999     | Обсерваторія Наті-Кацуура                    | Йошісада Шімідзу, Такеші Урата               |
| 15071 Галлерштайн (Hallerstein)         | 1999 BN12            | 24 січня 1999     | Обсерваторія Чрні Врх                        | Обсерваторія Чрні Врх                        |
| 15072 Ландолт (Landolt)                 | 1999 BS12            | 25 січня 1999     | Обсерваторія Батон-Руж                       | Волтер Куні, [[]], Патрік Мотл               |
| (15073) 1999 BK13                       | 1999 BK13            | 25 січня 1999     | Вішнянська обсерваторія                      | Корадо Корлевіч                              |
| (15074) 1999 BN14                       | 1999 BN14            | 25 січня 1999     | Обсерваторія Гай-Пойнт                       | Денніс Чесні                                 |
| (15075) 1999 BF15                       | 1999 BF15            | 24 січня 1999     | Вішнянська обсерваторія                      | Корадо Корлевіч                              |
| 15076 Джоелльюїс (Joellewis)            | 1999 BL25            | 18 січня 1999     | Сокорро (Нью-Мексико)                        | LINEAR                                       |
| 15077 Едіалдж (Edyalge)                 | 1999 CA              | 2 лютого 1999     | Обсерваторія Ньйоска                         | Стефано Спозетті                             |
| (15078) 1999 CW                         | 1999 CW              | 5 лютого 1999     | Обсерваторія Оїдзумі                         | Такао Кобаяші                                |
| (15079) 1999 CO16                       | 1999 CO16            | 15 лютого 1999    | Вішнянська обсерваторія                      | Корадо Корлевіч                              |
| (15080) 1999 CR20                       | 1999 CR20            | 10 лютого 1999    | Сокорро (Нью-Мексико)                        | LINEAR                                       |
| (15081) 1999 CU25                       | 1999 CU25            | 10 лютого 1999    | Сокорро (Нью-Мексико)                        | LINEAR                                       |
| (15082) 1999 CT30                       | 1999 CT30            | 10 лютого 1999    | Сокорро (Нью-Мексико)                        | LINEAR                                       |
| 15083 Тяньхуейлі (Tianhuili)            | 1999 CJ34            | 10 лютого 1999    | Сокорро (Нью-Мексико)                        | LINEAR                                       |
| (15084) 1999 CH38                       | 1999 CH38            | 10 лютого 1999    | Сокорро (Нью-Мексико)                        | LINEAR                                       |
| (15085) 1999 CB43                       | 1999 CB43            | 10 лютого 1999    | Сокорро (Нью-Мексико)                        | LINEAR                                       |
| (15086) 1999 CH60                       | 1999 CH60            | 12 лютого 1999    | Сокорро (Нью-Мексико)                        | LINEAR                                       |
| (15087) 1999 CZ61                       | 1999 CZ61            | 12 лютого 1999    | Сокорро (Нью-Мексико)                        | LINEAR                                       |
| 15088 Лічітра (Licitra)                 | 1999 CK82            | 10 лютого 1999    | Сокорро (Нью-Мексико)                        | LINEAR                                       |
| (15089) 1999 CQ82                       | 1999 CQ82            | 10 лютого 1999    | Сокорро (Нью-Мексико)                        | LINEAR                                       |
| (15090) 1999 CA97                       | 1999 CA97            | 10 лютого 1999    | Сокорро (Нью-Мексико)                        | LINEAR                                       |
| 15091 Хауелл (Howell)                   | 1999 CM136           | 9 лютого 1999     | Обсерваторія Кітт-Пік                        | Spacewatch                                   |
| 15092 Біджис (Beegees)                  | 1999 EH5             | 15 березня 1999   | Обсерваторія Ріді-Крик                       | Джон Бротон                                  |
| 15093 Лестермакі (Lestermackey)         | 1999 TA31            | 4 жовтня 1999     | Сокорро (Нью-Мексико)                        | LINEAR                                       |
| (15094) 1999 WB2                        | 1999 WB2             | 17 листопада 1999 | Каталінський огляд                           | Каталінський огляд                           |
| (15095) 1999 WO3                        | 1999 WO3             | 28 листопада 1999 | Обсерваторія Оїдзумі                         | Такао Кобаяші                                |
| (15096) 1999 XH12                       | 1999 XH12            | 5 грудня 1999     | Сокорро (Нью-Мексико)                        | LINEAR                                       |
| (15097) 1999 XP38                       | 1999 XP38            | 8 грудня 1999     | Сокорро (Нью-Мексико)                        | LINEAR                                       |
| (15098) 2000 AY2                        | 2000 AY2             | 1 січня 2000      | Обсерваторія Пістоїєзе                       | Джузеппе Форті, Андреа Боаттіні              |
| 15099 Джейнштром (Janestrohm)           | 2000 AE92            | 5 січня 2000      | Сокорро (Нью-Мексико)                        | LINEAR                                       |
| (15100) 2000 AP144                      | 2000 AP144           | 5 січня 2000      | Сокорро (Нью-Мексико)                        | LINEAR                                       |

| ← Астероїди 10001—20000 → |             |             |             |             |             |             |             |             |             |
| 10001—10100               | 11001—11100 | 12001—12100 | 13001—13100 | 14001—14100 | 15001—15100 | 16001—16100 | 17001—17100 | 18001—18100 | 19001—19100 |
| 10101—10200               | 11101—11200 | 12101—12200 | 13101—13200 | 14101—14200 | 15101—15200 | 16101—16200 | 17101—17200 | 18101—18200 | 19101—19200 |
| 10201—10300               | 11201—11300 | 12201—12300 | 13201—13300 | 14201—14300 | 15201—15300 | 16201—16300 | 17201—17300 | 18201—18300 | 19201—19300 |
| 10301—10400               | 11301—11400 | 12301—12400 | 13301—13400 | 14301—14400 | 15301—15400 | 16301—16400 | 17301—17400 | 18301—18400 | 19301—19400 |
| 10401—10500               | 11401—11500 | 12401—12500 | 13401—13500 | 14401—14500 | 15401—15500 | 16401—16500 | 17401—17500 | 18401—18500 | 19401—19500 |
| 10501—10600               | 11501—11600 | 12501—12600 | 13501—13600 | 14501—14600 | 15501—15600 | 16501—16600 | 17501—17600 | 18501—18600 | 19501—19600 |
| 10601—10700               | 11601—11700 | 12601—12700 | 13601—13700 | 14601—14700 | 15601—15700 | 16601—16700 | 17601—17700 | 18601—18700 | 19601—19700 |
| 10701—10800               | 11701—11800 | 12701—12800 | 13701—13800 | 14701—14800 | 15701—15800 | 16701—16800 | 17701—17800 | 18701—18800 | 19701—19800 |
| 10801—10900               | 11801—11900 | 12801—12900 | 13801—13900 | 14801—14900 | 15801—15900 | 16801—16900 | 17801—17900 | 18801—18900 | 19801—19900 |
| 10901—11000               | 11901—12000 | 12901—13000 | 13901—14000 | 14901—15000 | 15901—16000 | 16901—17000 | 17901—18000 | 18901—19000 | 19901—20000 |